# Sericostoma timidum
Sericostoma timidum är en nattsländeart som beskrevs av Hagen 1864. Sericostoma timidum ingår i släktet Sericostoma och familjen krumrörsnattsländor. Inga underarter finns listade i Catalogue of Life.